# Espinologia
La spinologia (o espinologia) és una tècnica manual que treballa específicament sobre la columna vertebral amb l'objectiu d'alliberar-la dels desajustaments vertebrals que s'hi produeixen per causes de diversa naturalesa (física, química i/o també emocional). En aquest sentit, la spinologia considera que l'ajustament regular de la columna vertebral allibera el sistema nerviós de possibles interferències, millora el funcionament de l'organisme i, en global, afavoreix el benestar de la persona.
Arran de la necessitat de regular diverses activitats de teràpies alternatives el Parlament de Catalunya aprovà una legislació específica, i va incloure la spinologia dins les disciplines manuals reconegudes dins la categoria de les tècniques per al benestar.
Mitjançant l'aplicació d'una tècnica pròpia, suau i específica, la spinologia contribueix a mantenir la dinàmica natural pròpia de la columna vertebral. No obstant això, l'objectiu final és ajudar a la persona a expressar i gaudir més de la seva vitalitat i del seu potencial vital sense cercar cap efecte terapèutic específic. Per tant, la spinologia s'aplica sense finalitat terapèutica i no es considera una activitat sanitària.
Tot i utilitzar moviments amb impuls o thrust, el mecanisme d'aplicació de la tècnica no es considera manipulatiu. Un cop localitzada la vèrtebra desajustada mitjançant la palpació muscular, el/la spinologista la mobilitza suaument, sempre dins el rang de mobilitat actiu existent i propi de cada vèrtebra i d'acord amb les possibilitats pròpies del cos del receptor/a. En cap cas es treballen o manipulen subluxacions vertebrals (que s'entenen com una condició clínica), ni es realitzen rotacions forçades. Sempre es treballa de forma molt específica en favor del cos del receptor o receptora, adaptant-se a la morfologia i característiques de cada persona.
Els fonaments de la spinologia es basen en l'evidència de què la correcció dels desajustaments vertebrals tenen un efecte positiu sobre el conjunt de nervis espinals que afloren a través de la columna vertebral en la regió ajustada, i també sobre la medul·la espinal, que s'ubica en l'interior. De la mateixa manera, també comporta un efecte positiu sobre la resta d'estructures i teixits associats al nervi així com sobre les articulacions facetàries.
En la literatura està documentat que l'alliberament dels desajustaments vertebrals comporta els següents efectes positius sobre les estructures i la biomecànica de la columna vertebral:
- Millores en la mobilitat articular.
- Restabliment de l'estimulació de receptors articulars i musculars.
- Descompressió d'articulacions vertebrals.
- Millores en el reg sanguini dels teixits relacionats amb la columna vertebral.
- Correcció de mecàniques articulars, alleugerint la compressió i/o irritació dels nervis.

En el seu conjunt, es considera que l'ajustament vertebral comporta una millora en la transmissió dels impulsos nerviosos (estímuls nervisos) i, en conseqüència, en les capacitats innates d'autoregulació i autorecuperació del mateix organisme.

## Orígens
Com a tècnica, la spinologia té els seus orígens en les bases terapèutiques i fisiològiques que fonamenten l'osteopatia i la quiropràctica. L'osteòpata Parnell Bradbury va ser qui va utilitzar per primera vegada el terme espinologia en el seu llibre Mecánica curativa: Espinología, l'any 1967.
L'any 1980, el reconegut quiropràctic straigth Reginald Gold D.C., va fundar als EUA el Philadelphia Spinal Tutorium, on va donar cobertura acadèmica, amb el nom de Spinology (del qual deriva la denominació utilitzada en l'actualitat en castellà i català), al plantejament vigent de la spinologia, al considerar que els desajustaments vertebrals constitueixen una restricció a la màxima expressió del potencial vital de la persona pel seu efecte negatiu per a l'organisme en interferir la transmissió de la informació nerviosa.
Amb aquest pas, el D.C. Reginald Gold creava una professió no terapèutica que se separava de la branca mare de la quiropràctica de la qual havia nascut que i que considerava el diagnòstic i el tractament de malalties com uns dels seus pilars. Adoptant les bases filosòfiques de la quiropràctica straigth d'aquella època als EUA, Reginald Gold buscava amb la spinologia allò que ell considerava havia de ser l'evolució natural de la ciència quiropràctica, i el retorn a l'essència del seu fundador D.D. Palmer.
La spinologia constitueix avui en dia un plantejament independent que continua fonamentant-se en les mateixes bases tècniques i filosòfiques establertes per Gold a principis de la dècada dels 80, i que donen cobertura a l'enfocament vitalista i no terapèutic de la professió.

## Filosofia i terminologia
L'espinologia considera que els desajustaments vertebrals són una condició inherent a les persones i a l'activitat quotidiana i que els seus efectes poden ser presents durant anys sense que la persona en sigui conscient. És a partir de l'ajustament vertebral quan el receptor o receptora pren consciència dels canvis positius que es produeixen en el seu cos.
Abans de rebre la tècnica, a l'usuari/a sempre se li explica que la seva aplicació té l'objectiu únic d'ajudar a mantenir el cos lliure de desajustaments vertebrals tot el temps que necessiti i vulgui, com a disciplina de manteniment de la columna vertebral més enllà de qualsevol plantejament terapèutic.
- Desajustament vertebral: situació en la qual una o més vèrtebres no poden mantenir la seva dinàmica natural de moviment d'acord amb la disposició en el conjunt de la columna vertebral per causa que el sistema nerviós no aconsegueix controlar adequadament el moviment i la posició de la vèrtebra. Aquesta condició influeix directament en el flux d'informació que es transmet a través del sistema nerviós, i manté una alteració en les ordres motores cap als músculs que controlen la posició de la vèrtebra. Un desajustament vertebral no s'entén, en cap cas, com un bloqueig de les vèrtebres (condició traumàtica que implica una pèrdua de la mobilitat efectiva), o com una manca determinada d'alineació física en relació amb un determinat patró anatòmic o estàndard que pugui ser diagnosticat mitjançant mètodes clínics.

- Spinologista: professional practicant de spinologia.

- Tècnica de la spinologia: grup de tècniques manuals que pot aplicar el/la spinologista per a facilitar la correcció dels desajustaments vertebrals.

- Readaptació vertebral: acció portada a terme pel mateix organisme en portar la vèrtebra a la seva dinàmica natural després de la facilitació manual per part del/de la spinologista.

La spinologia remarca el fet que els desajustaments vertebrals són:
- Negatius. En tant que en aquesta condició es manté una limitació en l'eix vertebral que pot alterar el funcionament del sistema nerviós central, generar irritació i processos degeneratius en les articulacions vertebrals i, en conseqüència condicionar la salut.

- Acumulatius. Els desajustaments vertebrals poden generar un estrès acumulatiu a diferents nivells fisiològics.

- Sense dolor. La persona no percep l'existència dels desajustaments vertebrals al no manifestar-se senyals o canvis immediats.

## Plantejament de treball

### Orientació i avaluació
El/la spinologista informa a l'usuari del plantejament i de la metodologia de la spinologia. En la primera visita, es recopilen totes les dades d'interès i de seguretat en la fitxa del receptor.

### Mètode Vertebraille
La base del treball és la pròpia capacitat de l'organisme per a tractar de cercar solucions als seus propis problemes i mantenir una vitalitat òptima. En presència d'un desajustament vertebral, l'organisme activa un mecanisme que intenta corregir-lo mitjançat la musculatura paravertebral profunda: la miotasis o reflex miotàtic.
El Vertebraille és el mètode que utilitza la spinologia per a localitzar i analitzar els desajustaments vertebrals. Aquest mètode es fonamenta en el concepte fisiològic de la miotasis o reflex miotàtic. En presència d'un desajustament vertebral, els músculs paravertebrals profunds es comencen a contraure de manera repetitiva per ordre del sistema nerviós central, amb la finalitat de corregir-lo i portar la vèrtebra cap a la seva dinàmica natural.
En la spinologia s'utilitza la palpació comparativa d'aquests músculs i s'aplica una força suau per a aconseguir la readaptació vertebral. Només s'utilitzen les mans com a eines de treball, així com una taula o banc d'ajustament específic, que permet al receptor/a col·locar-se còmodament i disposar el cos per a l'aplicació de la tècnica. No es treballa amb cap tipus d'instrumentació ni per a la localització o l'anàlisi del desajustament vertebral ni tampoc per a l'aplicació dels mètodes de readaptació. En aquest sentit, el/la spinologista requereix un entrenament específic per tal de desenvolupar la capacitat de lectura palpatòria dels músculs profunds implicats en el procés de correcció del desajustament vertebral.

### Procés d'aplicació de la tècnica
La tècnica de la spinologia segueix 4 passes: 
1. Palpació muscular o Vertebraille: Consisteix en la localització del desajustament vertebral mitjançant la palpació de la musculatura implicada.
2. Aplicació de la tècnica per a la readaptació de forma específica per a la zona cervical, zona dorsal i zona lumbo-sacra.
3. Verificació o Post-Vertebraille: Comprovació de la readaptació vertebral produïda.
4. Planificació: Es determina la freqüència d'ajustament i de seguiment regular del receptor/a.

## Contraindicacions
Tot i que l'aplicació de la tècnica no suposa cap manipulació invasiva ni forçada, la spinologia considera que és prioritari garantir la màxima seguretat de la persona receptora. Per això, a més de les contraindicacions generals de les pràctiques manuals, la spinologia no s'aplica en persones que presentin les següents patologies: osteoporosi, artrosi avançada, espondilolistesi (la zona), espondilitis anquilopoiètica (la zona), malaltia de Paget, osteopènia, neoplàsies d'ossos i d'articulacions, tumors ossis, hèrnies de disc (la zona). Així mateix, tampoc s'aplica en persones que han patit un episodi de traumatisme recent, o tinguin dolors que impossibilitin o facin molesta l'aplicació de les tècniques d'ajustament.

## Matèries formatives en spinologia
La spinologia és una disciplina reconeguda i regulada pel Govern de la Generalitat de Catalunya a través del Decret 31/2007, de 30 de gener, pel qual es regulen les condicions per a l'exercici de determinades teràpies naturals.
En la Guia d'avaluació de les competències, elaborada per l'Institut d'Estudis de la Salut del Departament de Salut de la Generalitat de Catalunya, es defineixen les matèries obligatòries que han de contenir els estudis, que són les següents: 
Matèries generals
- Anatomia (embriologia, osteologia, artrologia i miologia de la columna vertebral).
- Anatomia del sistema nerviós i del sistema endocrí.
- Anatomia general.
- Fisiologia general.
- Fisiologia (sistema nerviós, sistema endocrí, sistema músculo-esquelètic).
- Homeòstasi i Bioquímica general.
- Patologia de la columna vertebral i del sistema nerviós.

Matèries específiques
- Biodinàmica espinal.
- Neurodinàmica del desajust vertebral.

Coneixements i estudis propis
- Filosofia.
- Tècnica del Vertebraille.
- Tècnica d'ajustament.
- Practorium (pràctiques tutelades amb receptors externs).

## Altres fonts
- Estudio comparativo de la aplicación de las manipulaciones vertebrales con la fisioterapía convencional como tratamiento de las hernias de disco Arxivat 2013-10-05 a Wayback Machine.
- Encarna Espuña Ripoll. Libro: "Espinología: Terapia Manual Del Raquis" Arxivat 2013-10-04 a Wayback Machine.
- Encarna Espuña Ripoll. Dvd Espinologia. Terapia Manual Del Raquis Arxivat 2013-10-04 a Wayback Machine.